# François Michelin
Pour les articles homonymes, voir Michelin (homonymie).
Pour les autres membres de la famille, voir Famille Michelin.
François Michelin né le 15 juin 1926 à Clermont-Ferrand et mort le 29 avril 2015 dans la même ville, est un industriel français, gérant du groupe Michelin de 1955 à 1999.

## Biographie

### Jeunesse et formation
François Michelin est le fils d'Étienne Michelin (1898-1932) et de Madeleine Calliès (1898-1936), le petit-fils d'Édouard Michelin (1859-1940), et le père d'Édouard Michelin (1963-2006).
Après la mort de son père et de sa mère, il fut élevé à Clermont-Ferrand chez sa grand-mère Madame Edouard Michelin née Thérèse Wolff (1870-1953) et par sa tante Marthe Rollier (1892-1966), veuve d'un clerc de notaire.
François Michelin fut pensionnaire des Frères des Écoles chrétiennes à Clermont-Ferrand.
Il suit des études classiques de mathématiques, il obtient sa licence à la faculté des sciences de Paris.

### Carrière
Il entre dans le Groupe familial en 1951 sous une fausse identité pour un parcours initiatique de quatre ans. Pendant deux ans il travaille avec les équipes qui font les horaires en 3x8, comme ouvrier-ajusteur à l'atelier Poids Lourds de l'usine des Carmes de Clermont-Ferrand et comme confectionneur de pneus pour voitures particulières à l'usine de Cataroux de Clermont-Ferrand également. Il passe ensuite dans les services du commerce et de la recherche. Ce passage dans la recherche sera clé et l'une des passions de François Michelin, puisque les investissements en R&D du groupe Michelin feront passer Michelin de la 20e place à celle de No 1 mondial en 1979, doublant ainsi tous ses concurrents américains, européens et asiatiques.

#### Dirigeant du groupe Michelin
Le 28 mai 1955, il est nommé cogérant des Établissements Michelin aux côtés du patron Robert Puiseux  et gendre d'Édouard Michelin (1859-1940), et d'Émile Durin, cogérant depuis 1951. En 1959, il devient seul gérant de l'entreprise et véritable patron, avec Émile Durin comme cogérant jusqu'en 1962. Il appellera ensuite à ses côtés comme cogérants son cousin germain François Rollier (1915-1992) en 1966 puis René Zingraff en 1986. François Rollier, qui fit des études de droit, était le fils de Marthe Rollier, née Callies, sœur de la mère de François Michelin et sa mère 'adoptive' au décès de sa mère en 1936, alors qu'il avait à peine 10 ans.
Sous la direction de François Michelin s'est développé le pneu radial, véritable révolution technologique qui permettra au Groupe de devenir le premier fabricant mondial de pneumatiques en 1979. Il impulsera également l'élargissement de la conquête du marché américain (1re usine construite en 1907) dans les années 1980, après le rachat du manufacturier Uniroyal Goodrich (UGTC). Son fils Edouard dirigera Michelin USA, avant de rentrer en France.
François Michelin dirige également Citroën, propriété du groupe auvergnat depuis 1934 et qui le restera jusqu'à sa vente au groupe Peugeot en 1976. La marque automobile lance dans les années 1950 et dans les années 1970 les modèles Citroën DS et Citroën SM, qui connaîtront un succès commercial.
Toute sa vie, François Michelin roulera en Citroën et restera fidèle au made in France. Ses équipes de recherche, où Michelin investira 2 fois plus en moyenne que les autres grandes entreprises françaises, seront à l'origine des pneus du Concorde, mais aussi des brevets et innovations liés entre autres aux suspensions hydractives et aux phares tournants Citroën, assurant une meilleure sécurité en montagne et dans les virages.
En plus des nombreux brevets déposés de 1955 à 1999, François Michelin aura à cœur de protéger les technologies made in France et made in Michelin, faisant développer par ses équipes des machines de fabrication internes des pneumatiques, permettant à Michelin d'employer plus de 43.000 personnes en France à son apogée dans les années 1970 et surtout de résister à l'espionnage industriel intense et trop souvent sous-estimé, dont sont victimes les entreprises françaises depuis 1945. Le secret imposé par François Michelin a aussi permis de surprendre et dépasser tous ses concurrents et à maintenir un leadership mondial (1re ou 2e place) où Michelin s'est toujours maintenu depuis 1979.
Ainsi, François Michelin donne priorité à l'emploi et à la R&D, donnant ainsi du travail, avec le groupe Citroën et tous les sous-traitants Michelin, à plus de 300.000 familles en 1974. À son pic, la participation du groupe Michelin aux revenus fiscaux de l'Auvergne atteindra 57% pour une population d'environ 1,4 million d'habitants.
François Michelin adopte un style jugé austère et discret. Fervent chrétien, le « patron le plus secret de France » a été controversé pour son paternalisme et la communication minimale de son entreprise. À 73 ans, en 1999, François Michelin transmet dans la plus pure tradition familiale les rênes de l'entreprise à son fils Édouard Michelin, nommé co-gérant quelques années auparavant, qui en devient alors le patron officiel.
En 2006, à la suite de la mort accidentelle d'Édouard Michelin, Michel Rollier (fils de François Rollier) devient seul gérant du groupe dont il était déjà cogérant depuis l'année précédente.

### Vie privée
Son épouse, née Bernadette Montagne, est morte en 2014 à 88 ans.

### Décès
François Michelin est mort le 29 avril 2015 à Clermont-Ferrand.